# Josef Hilbert
Josef Hilbert (21. listopadu 1821 Praha – 8. května 1897 Praha) byl český malíř.

## Život a dílo
Josef Hilbert vystudoval Akademii výtvarných umění v Praze v letech 1839–1850, pravděpodobně v krajinářské škole Maxe Haushofera. V letech 1842–1845 pobýval v Kutné Hoře a namaloval zde několik obrazů (Severní křídlo Vlašského dvora, 1842; Veduta Kutné Hory od jihovýchodu, 1843; Severovýchodní kout Vlašského dvora, 1845; Interiér kostela sv. Jakuba, 1845). Obrazy ze svých cest po Čechách pravidelně představoval na výstavách Krasoumné jednoty v letech 1846–1855. Dokumenty o jeho životě jsou v pozůstalosti arch. Kamila Hilberta.

## Galerie

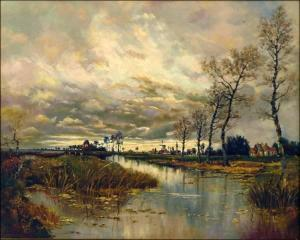
Josef Gilbert – bažiny ve Weseru
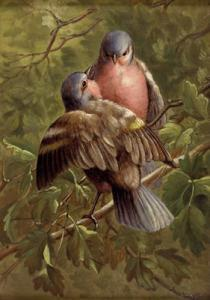
Josef Gilbert – ptačí pár
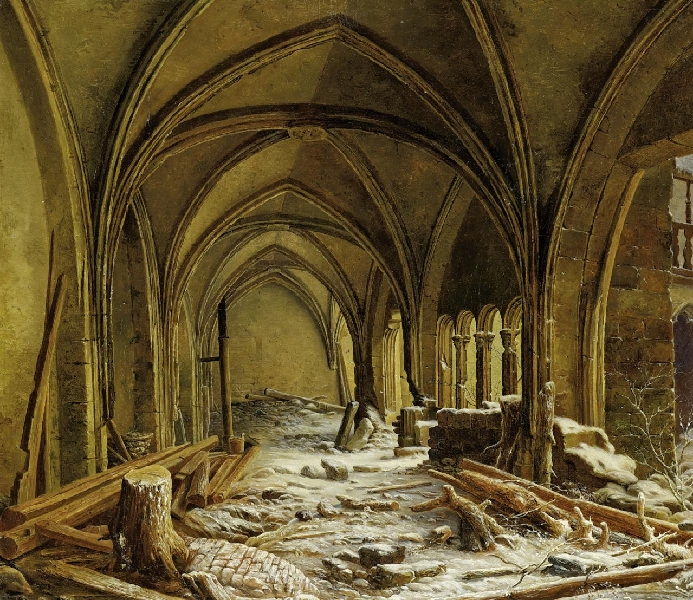
Josef Gilbert – zpustošený chrám (1853)